# Polisportiva Sassari Torres 2004-2005
Questa voce raccoglie le informazioni riguardanti la Polisportiva Sassari Torres nelle competizioni ufficiali della stagione 2004-2005.

## Rosa
| N. |                   | Ruolo | Calciatore         |
| -- | ----------------- | ----- | ------------------ |
|    | Italia (bandiera) | D     | Marco Cabeccia     |
|    | Italia (bandiera) | D     | Gianluca Cherubini |
|    | Italia (bandiera) | D     | Paolo Chiavaroli   |
|    | Italia (bandiera) | A     | Anthony Farina     |
|    | Italia (bandiera) | A     | Marco Ferro        |
|    | Italia (bandiera) | D     | Giuseppe Geraldi   |
|    | Italia (bandiera) | C     | Fabio Giordano     |
|    | Italia (bandiera) | C     | Massimiliano Manni |
|    | Italia (bandiera) | C     | Davide Marchini    |
|    | Italia (bandiera) | D     | Stefano Medda      |
|    | Italia (bandiera) | D     | Massimiliano Mei   |
|    | Italia (bandiera) | C     | Cristian Mortari   |
|    | Italia (bandiera) | C     | Mario Niedda       |

| N. |                   | Ruolo | Calciatore              |
| -- | ----------------- | ----- | ----------------------- |
|    | Italia (bandiera) | A     | Vincenzo Palumbo        |
|    | Italia (bandiera) | D     | Luca Panetto            |
|    | Italia (bandiera) | A     | Antonio Papa            |
|    | Italia (bandiera) | D     | Angelo Giuseppe Petitto |
|    | Italia (bandiera) | P     | Salvatore Pinna         |
|    | Italia (bandiera) | P     | Marco Russo             |
|    | Italia (bandiera) | C     | Marco Sanna             |
|    | Italia (bandiera) | C     | Vincenzo Silvestri      |
|    | Italia (bandiera) | A     | Romano Tozzi Borsoi     |
|    | Italia (bandiera) | A     | Stefano Udassi          |
|    | Italia (bandiera) | P     | Filippo Zani            |
|    | Italia (bandiera) | C     | Francesco Zitolo        |

## Risultati

### Campionato

#### Girone di andata
| 12 settembre 2004 1ª giornata | Torres | 0 – 1 | Spezia |  |

| 19 settembre 2004 2ª giornata |  | – Turno di riposo |  |  |

| 26 settembre 2004 3ª giornata | Acireale | 1 – 1 | Torres |  |

| 3 ottobre 2004 4ª giornata | Torres | 1 – 0 | Fidelis Andria |  |

| 10 ottobre 2004 5ª giornata | Frosinone | 3 – 1 | Torres |  |

| 17 ottobre 2004 6ª giornata | Torres | 2 – 0 | Novara |  |

| 24 ottobre 2004 7ª giornata | Lucchese | 1 – 1 | Torres |  |

| 31 ottobre 2004 8ª giornata | Torres | 0 – 1 | Pavia |  |

| 7 novembre 2004 9ª giornata | Cremonese | 3 – 2 | Torres |  |

| 14 novembre 2004 10ª giornata | Torres | 1 – 0 | Como |  |

| 21 novembre 2004 11ª giornata | Pistoiese | 0 – 0 | Torres |  |

| 28 novembre 2004 12ª giornata | Torres | 4 – 0 | Prato |  |

| 5 dicembre 2004 13ª giornata | Torres | 2 – 1 | Lumezzane |  |

| 8 dicembre 2004 14ª giornata | Vittoria | 0 – 0 | Torres |  |

| 12 dicembre 2004 15ª giornata | Torres | 2 – 4 | Sangiovannese |  |

| 19 dicembre 2004 16ª giornata | Pisa | 2 – 2 | Torres |  |

| 6 gennaio 2005 17ª giornata | Torres | 1 – 2 | Mantova |  |

| 9 gennaio 2005 18ª giornata | Pro Patria | 4 – 1 | Torres |  |

| 16 gennaio 2005 19ª giornata | Torres | 0 – 0 | Grosseto |  |

#### Girone di ritorno
| 23 gennaio 2005 20ª giornata | Spezia | 2 – 1 | Torres |  |

| 30 gennaio 2005 21ª giornata |  | – Turno di riposo |  |  |

| 6 febbraio 2005 22ª giornata | Torres | 1 – 1 | Acireale |  |

| 13 febbraio 2005 23ª giornata | Fidelis Andria | 1 – 1 | Torres |  |

| 16 febbraio 2005 24ª giornata | Torres | 0 – 1 | Frosinone |  |

| 20 febbraio 2005 25ª giornata | Novara | 1 – 1 | Torres |  |

| 27 febbraio 2005 26ª giornata | Torres | 3 – 0 | Lucchese |  |

| 6 marzo 2005 27ª giornata | Pavia | 2 – 0 | Torres |  |

| 13 marzo 2005 28ª giornata | Torres | 2 – 1 | Cremonese |  |

| 20 marzo 2005 29ª giornata | Como | 0 – 1 | Torres |  |

| 26 marzo 2005 30ª giornata | Torres | 0 – 2 | Pistoiese |  |

| 20 aprile 2005 31ª giornata | Prato | 3 – 1 | Torres |  |

| 6 aprile 2005 32ª giornata | Lumezzane | 0 – 0 | Torres |  |

| 10 aprile 2005 33ª giornata | Torres | 1 – 0 | Vittoria |  |

| 17 aprile 2005 34ª giornata | Sangiovannese | 0 – 0 | Torres |  |

| 24 aprile 2005 35ª giornata | Torres | 0 – 0 | Pisa |  |

| 1º maggio 2005 36ª giornata | Mantova | 3 – 0 | Torres |  |

| 8 maggio 2005 37ª giornata | Torres | 2 – 1 | Pro Patria |  |

| 15 maggio 2005 38ª giornata | Grosseto | 2 – 1 | Torres |  |